# 2009-es amatőr ökölvívó-világbajnokság
A 15. amatőr ökölvívó-világbajnokság Milánóban, Olaszországban rendezték 2009. szeptember 1–13. között. 11 versenyszámban avattak világbajnokot. A küzdelmek egyenes kieséses rendszerben zajlottak, és mindkét elődöntő vesztese bronzérmet kapott.

## Érmesek
Káté Gyula bronzérmet szerzett kisváltósúlyban.
| 2009. évi amatőr ökölvívó-világbajnokság érmesei |                    |                     |                                   |
| Versenyszám                                      | Arany              | Ezüst               | Bronz                             |
| Szupernehézsúly                                  | Roberto Cammarelle | Roman Kapitonenko   | Viktor Zujev Zhilei Zhang         |
| Nehézsúly                                        | Jegor Mehoncev     | Osmai Acosta        | John M’Bumba Olekszandr Uszik     |
| Félnehézsúly                                     | Artur Beterbijev   | Elshod Raszulov     | Jose Larduet Abdelkader Bouhenia  |
| Középsúly                                        | Abbos Atoyev       | Andranik Hakobyan   | Vijender Kumar Alfonso Blanco     |
| Váltósúly                                        | Jack Culcay-Keth   | Andrej Zamkovoj     | Szerik Szapijev Botirjon Mahmudov |
| Kisváltósúly                                     | Roniel Iglesias    | Frankie Gomez       | Káté Gyula Uranchimegiin Mönkh    |
| Könnyűsúly                                       | Domenico Valentino | José Pedraza        | Albert Szelimov Koba Pkhakadze    |
| Pehelysúly                                       | Vaszil Lomacsenko  | Szergej Vodopjanov  | Oscar Valdez Baxodirjon Sultonov  |
| Harmatsúly                                       | Detelin Dalakliev  | Eduard Abzalimov    | John Nevin Yankiel Leon Alarcon   |
| Légsúly                                          | McWilliams Arroyo  | Tugstsogt Nyambayar | Ronny Beblik Misa Alojan          |
| Kislégsúly                                       | Serdamba Purevdorj | David Ajrapetján    | Jiazhao Li Shin Jong Hun          |